# The Silenced
The Silenced (en hangul, 경성학교: 사라진 소녀들; RR: Gyeongseong Hakgyo: Sarajin Sonyeodeul; lit. Escuela Gyeongseong School: Las chicas desaparecidas) es una película surcoreana de 2015, escrita y dirigida por Lee Hae-young, y protagonizada por Park Bo-young, Uhm Ji-won y Park So-dam.

## Sinopsis
La escuela Gyeongseong fue un internado durante el período colonial japonés; estaba ubicado en una zona de montaña y aislado del exterior. En 1938, Joo-ran, una joven enfermiza, es enviada allí para recuperar su salud. Su condición física mejora gracias a su nueva amiga Yeon-deok y al programa de tratamiento especial de la directora. Pero pronto se da cuenta de que las estudiantes están desapareciendo una por una y que su propio cuerpo está experimentando cambios anormales. Decidida a descubrir la verdad, Ju-ran comienza a investigar los misteriosos sucesos y el posible papel de la escuela en ellos.

## Reparto
- Park Bo-young como Cha Joo-ran / Shizuko.[2][3]
- Uhm Ji-won como directora Kato Sanae.[4]
- Park So-dam como Hong Yeon-deok / Kazue.[5]
- Kong Ye-ji como Yuka.
- Joo Bo-bi como Kihira.
- Shim Hee-seop como Kenji.
- Park Seong-yeon como profesora de vida.
- Ko Won-hee como Shizuko.
- Park Joo-hee como la madre de Joo-ran.
- Jo ryun como profesora.
- Geum Sae-rok como Oyama Naoko.[6]
- Han Su-ah como Miyuki Miyahara.
- Mok Gyoo-ri como Gimoto Akimi.
- Lee Ye-eun como Sente Koiro.
- Kim Dae-ho como militar japonés.

## Estreno y taquilla
La película se presentó en conferencia de prensa el 21 de mayo de 2018, en la sucursal de Lotte Entertainment Konkuk University, en Gwangjin-gu, Seúl. Asistieron el director y las tres protagonistas.
The Silenced se estrenó el 18 de junio de 2015 en 489 salas. Al final de su período de exhibición alcanzó la cifra de 356 436 espectadores, que dejaron en taquilla el equivalente a 2 283 850 dólares norteamericanos. Quedó en la posición cuadragésimo tercera entre las películas surcoreanas más vistas del año.
Fuera de su país, The Silenced se exhibió en el Festival de Cine de Sitges en octubre de 2016, en la sección Seven Chances.

## Crítica
Won Ho-jung (Korea Herald) escribe que la película adolece de una trama desordenada, con giros «abruptos que causan más confusión que emoción y se vuelven cada vez más irreales a medida que avanza». En cambio, elogia el trabajo de las tres protagonistas: Park Bo-young que cambia radicalmente de la primera parte a la segunda, «intensa y enfurecida»; Uhm Ji-won, «capaz de ser siniestra sin ser una villana»; y Park So-dam, «madura, serena y decidida, [...] proporciona un ancla estable que cimenta la película entre los extremos de la tímida Ju-ran de Park Bo-young y la acerada directora de Uhm Ji-won». Won concluye escribiendo: «The Silenced finalmente fracasa en su intento demasiado ambicioso de combinar la acción y la emoción de taquilla con una emoción pintoresca, pero sigue siendo atractiva gracias a su excelente reparto».

## Premios y nominaciones
| Año  | Premio                               | Categoría                       | Candidato                       | Resultado | Ref.          |
| ---- | ------------------------------------ | ------------------------------- | ------------------------------- | --------- | ------------- |
| 2015 | 24th Buil Film Awards                | Mejor actriz revelación         | Park So-dam                     | Nominada  |               |
| 2015 | 24th Buil Film Awards                | Mejor dirección artística       | Han Ah-reum                     | Nominado  |               |
| 2015 | 24th Buil Film Awards                | Mejor música                    | Dalpalan                        | Nominado  |               |
| 2015 | 15th Korea World Youth Film Festival | Actriz favorita                 | Park Bo-young                   | Ganadora  | [ 13 ]        |
| 2015 | 52nd Grand Bell Awards               | Mejor actriz revelación         | Park So-dam                     | Nominada  | [ 14 ] [ 15 ] |
| 2015 | 52nd Grand Bell Awards               | Mejor iluminación               | Kim Min-jae                     | Ganador   | [ 14 ] [ 15 ] |
| 2015 | 52nd Grand Bell Awards               | Premio especial High technology | Park Ui-dong (efectos visuales) | Nominado  | [ 14 ] [ 15 ] |
| 2015 | 52nd Grand Bell Awards               | Premio a la popularidad         | Park Bo-young                   | Nominada  | [ 14 ] [ 15 ] |
| 2015 | 36th Blue Dragon Film Awards         | Mejor actriz revelación         | Park So-dam                     | Nominada  |               |
| 2015 | 36th Blue Dragon Film Awards         | Premio Estrella popular         | Park Bo-young                   | Ganadora  | [ 16 ]        |
| 2015 | 16th Busan Film Critics Awards       | Mejor actriz revelación         | Park So-dam                     | Ganadora  | [ 17 ] [ 18 ] |
| 2016 | 21st Chunsa Film Art Awards          | Premio técnico                  | The Silenced                    | Nominada  |               |
| 2016 | 21st Chunsa Film Art Awards          | Mejor actriz de reparto         | Uhm Ji-won                      | Ganadora  | [ 19 ]        |
| 2016 | 52nd Baeksang Arts Awards            | Mejor actriz de reparto         | Uhm Ji-won                      | Nominada  |               |